# Sven Rydell
Pour les articles homonymes, voir Rydell.
Sven Rydell, né le 14 janvier 1905 à Göteborg et mort le 4 avril 1975 dans la même ville, est un footballeur suédois.

## Biographie
Joueur des années 1920 et 1930, Rydell fut le meilleur buteur de l'histoire de l'équipe nationale de Suède pendant 82 ans, avec 49 buts en seulement 43 matchs. Il fut détrôné par Zlatan Ibrahimović le 4 septembre 2014. 
Cependant, la seule compétition internationale qu'il dispute sont les Jeux olympiques de 1924 où la Suède obtient la médaille de bronze. Il est l'un des onze premiers joueurs à être intronisé dans le Hall of Fame du football suédois lors de sa création en 2003.
En club, Rydell joue pour l'Örgryte IS, le Redbergslids IK, et le Holmens IS, clubs de sa ville natale de Göteborg.
Il est le père de la gymnaste Ewa Rydell.